# Tomáš Sýkora
Tomáš Sýkora (ur. 4 lipca 1990 w Bańskiej Bystrzycy) – słowacki hokeista, reprezentant Słowacji.

## Kariera
- HC 05 Banská Bystrica U18 (2004-2007)
- HC 05 Banská Bystrica U20 (2006-2010)
- HC 05 Banská Bystrica (2008-2010)
- Słowacja U-20 (2008/2009)
- HK Brezno (2009/2010)
- HC Chrudim (2010-2011)
- MsHK Žilina (2011-2013)
- HK Poprad (2013-2015)
- PSG Zlín (2015-2016)
- MsHK Žilina (2016)
- HC Dukla Trenczyn (2016-2017)
- Cracovia (2017-2018)
- GKS Tychy (2018-2019)
- Fischtown Pinguins Bremerhaven (2019-2021)
- Löwen Frankfurt (2021-)

Wychowanek klubu z Bańskiej Bystrzycy w rodzinnym mieście. Grał w klubach słowackich oraz czeskich. Od końca stycznia 2017 zawodnik Cracovii w rozgrywkach Polskiej Hokej Ligi. Po sezonie w maju 2017 przedłużył kontrakt z klubem o rok. W maju 2018 został zawodnikiem GKS Tychy. Od czerwca 2019 zawodnik Fischtown Pinguins Bremerhaven. Z końcem kwietnia 2021 odszedł z klubu. W czerwcu 2021 został zakonktraktowany przez inny niemiecki klub, Löwen Frankfurt.
Uczestniczył w turnieju mistrzostw świata juniorów do lat 18 w 2008. W seniorskiej kadrze Słowacji występował w sezonach 2013/2014 oraz 2014/2015.

## Sukcesy
Klubowe
- Puchar Tatrzański: 2014 z HK Poprad
- Złoty medal mistrzostw Polski: 2017 z Cracovią, 2019 z GKS Tychy
- Superpuchar Polski: 2017 z Cracovią, 2018 z GKS Tychy
- Finał Pucharu Polski: 2017 z Cracovią

Indywidualne
- Puchar Tatrzański 2014:
  - Najlepszy napastnik turnieju
- Puchar Polski w hokeju na lodzie 2017:
  - Najlepszy zawodnik Cracovii w meczu półfinałowym przeciw GKS Katowice (6:2)